# Uê Kédadji
Uê Kédadji va ser una coalició electoral de São Tomé i Príncipe.

## Partits membres
- Partit de Renovació Democràtica
- Unió Nacional per la Democràcia i el Progrés
- Coalició Democràtica de l'Oposició
- Partit Popular del Progrés
- Partit de Renovació Social unit en gener de 2006.

L'Acció Democràtica Independent, que s'havia unit a la coalició en les eleccions de 2002, la va deixar i es va presentar a les de 2006 en solitari

## Eleccions de 2002
A les eleccions legislatives celebrades el 3 de març de 2002, Uê Kédadji va obtenir el 16,2% dels vots i 8 dels 55 escons a l'Assemblea Nacional.

## Eleccions de 2006
A les eleccions legislatives celebrades el 26 de març de 2006, la coalició no va obtenir representació a l'Assemblea Nacional.